# 松木謙治郎
松木 謙治郎（まつき けんじろう、1909年1月22日 - 1986年2月21日）は、福井県敦賀市出身のプロ野球選手（一塁手）・コーチ・監督、野球解説者。

## 来歴

### プロ入り前

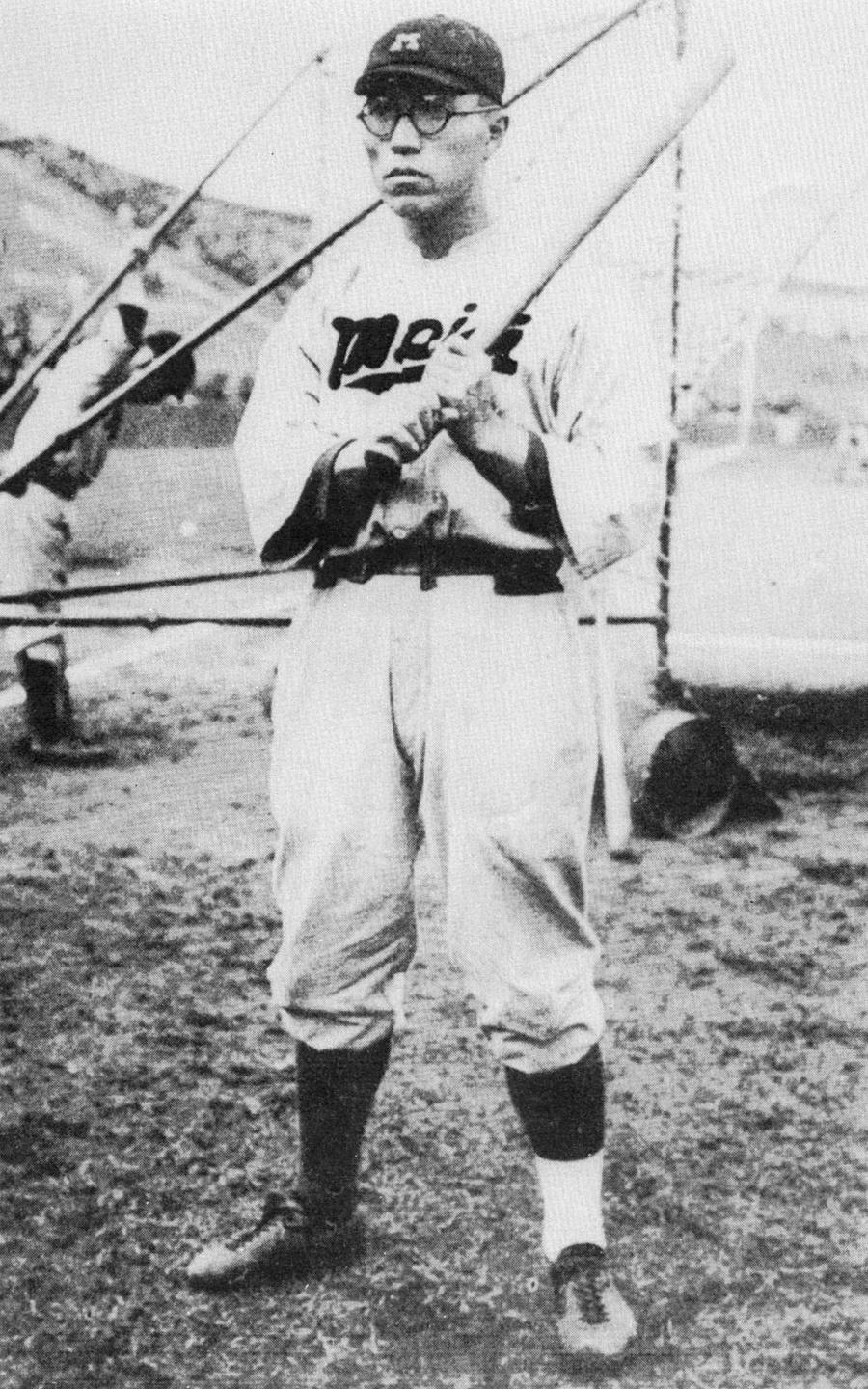
明治大学時代（1928年）

1909年1月22日に福井県敦賀市で生まれる。福井県立敦賀商業学校では1925年と1926年の全国中等学校優勝野球大会に出場経験を持つ。1927年には明治大学へ進学し、東京六大学リーグを代表する強打者として、通算79試合の出場で242打数72安打、打率.298、0本塁打、24打点の成績を残した。大学時代にはのちに俳優として活躍する東野英治郎と同じクラスで成績が良かったため、東野は試験の際に松木の答案をよくカンニングしていたという。大学卒業後は名古屋鉄道管理局へ入団し、1933年の第7回全日本都市対抗野球大会に出場しているが、2回戦で姿を消している。
職業野球との関わりは、松木が1934年に満州国大連の実業団（大連実業団）へ移籍後、大連へ遠征に来ていた大日本東京野球倶楽部（のちの読売ジャイアンツ）と対戦したことに始まり、沢村栄治に3打席3三振を喫した。

### 大阪入団～沢村との対戦
1936年に大阪タイガースへ入団する。タイガースは前年の暮れに創立されたばかりの新しい球団で、1940年9月から戦後までは敵性語として英語の排斥が進んだことから「阪神軍」とされた。若手主体のチームの中で松木は統率力を発揮して初代主将に任命され、打順も4番を任される。この時代はいわゆる「飛ばないボール」の全盛期だったが、長打力と走力を兼ね揃えた選手として1937年以降は「1番・一塁手」として定着した。しかし同年春季には大連で3三振を喫した沢村にチームとして抑え込まれるなど1勝5敗と苦戦し、ノーヒットノーランまで許してしまった。そこで松木は沢村を攻略するために、まず報道陣をシャットアウトしてから当時の速球派投手だった同僚の菊矢吉男を「仮想沢村」としてマウンドの手前（松木曰く「1、2歩前」）から投球させて打撃練習することを考案した。これは松木が明治大学在学中に、伊達正男（早稲田大学）を攻略するために監督が行っていた練習をそのまま流用したもので、練習の甲斐あって同年秋季には初戦で沢村を攻略することに成功、このシーズンで沢村はタイガースから勝利を挙げることは出来なかった。勢い付いたタイガースはそのまま巨人を破り、初の日本一を達成した。
松木は1937年春季に首位打者、本塁打王の二冠王に輝く。このシーズンの70安打、102塁打は2シーズン制での最多記録で、シーズン記録はいずれも1939年に川上哲治（東京巨人軍）が更新している。

### 現役引退～大同製鋼入社
1940年から松木は阪神軍の選手兼任監督に就任するが、翌年には現役を引退すると同時に監督も退任した。チームの不振の責任を取ることと、太平洋戦争の勃発により徴用を受ける可能性が高まり、低賃金の徴用より自ら志願して軍需工場で勤務することを選択したためと著書に記している。
阪神軍を退団した松木は、1942年5月から大同製鋼に勤務した。退団から半年近く経ってからの入社となったのは阪神軍が松木の退団証明を出さなかったことが原因だが、これは松木を親会社である阪神電気鉄道へ就職させようとする好意からだった。また、退団に当たって退職金と功労金を合わせた金額は8000円にも及び、これは当時の月給2年分に相当する。これに対する感謝の気持ちから、松木は戦後に大阪へ監督として復帰したと述べている。大同製鋼では野球をしないという条件を付けたが、専務から懇願されてコーチ兼選手としてチームに参加し、同年の第16回都市対抗野球大会で初出場を果たして準優勝となった。だが、これ以降は「プロ野球経験者がノンプロで無様な姿を見せたくない」としてチームを離れた。

### 沖縄戦
1943年8月に召集され、松木は歩兵第19連隊に入営した。中国大陸での訓練を受けたのち、1944年8月に沖縄へ配属された。当時の沖縄はまだ戦場では無かったために食料も豊富で、好物である酒も松木曰く「いくらでも飲ませてくれた」ため、支給された軍服が身に合わなくなったと回想している。しかし、1945年春からは松木も沖縄戦に巻き込まれ、前田高地（ハクソーリッジ）では追撃砲によって松木と共にいた兵士が即死した。同年5月には、津嘉山で追撃砲の破片が松木の下半身に命中して重傷を負い、東風平の壕では日本兵による住民の壕からの追い出しを目撃している。松木は担ぎ込まれた野戦病院の壕で戦闘停止を迎え、隊長からは解散命令が出されたことで脱出を図るものの、その途中で米兵に発見されて捕虜となった。松木が日本の敗戦を知ったのは送られた先の屋嘉捕虜収容所で、松木は従軍体験を戦後の1974年に『松木一等兵の沖縄捕虜記』（恒文社）として刊行している。

### タイガース復帰
1950年に行われたプロ野球の「2リーグ分裂」によって若林忠志が毎日オリオンズへ引き抜かれ、藤村富美男らの要請を受けた松木は大阪タイガースの監督に復帰した。同時に選手としても現役復帰を果たしたが、選手としては1951年のシーズン後に引退して監督に専念する。
1954年7月25日の対中日ドラゴンズ戦（大阪スタヂアム）で、球審の判定を巡って紛糾する事態が発生した。藤村が球審に暴行を加えて退場を宣告され、観客がグラウンドに入って試合が中断した。試合再開後に退場を宣告されていた藤村が打席に立とうとすると再び観客がグラウンドに雪崩れ込み、試合はそのまま没収試合となった。松木は、藤村が球審に手を出した際に連続試合出場の記録を続けていた藤村へのペナルティを回避すべく、自らが矢面に立とうと球審に腰投げや足払いを仕掛けて（松木、藤村ともに球審がすぐに座り込んだと述べた）藤村と共に退場処分を受けたが、試合後には結局両者に対してセントラル・リーグから出場停止と罰金の処分が下された。

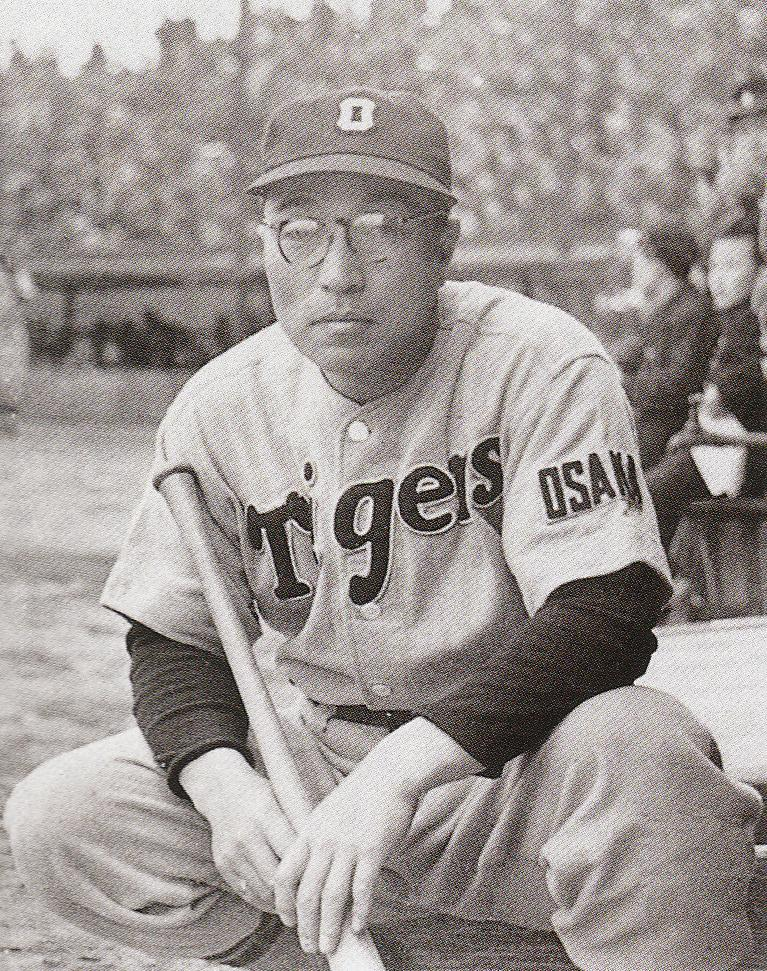
戦後の監督復帰時代（1952～53年頃）

同年のシーズン終了後、松木は再び大阪タイガースを退団した。この退団については没収試合の責任を取ったと自著『タイガースの生い立ち』（1973年発行）で記しているが、それに先立つ1960年代の座談会では「自分よりも高給取りの選手が6人いるのに、遠征中の食堂車の支払いは自分持ちで、手取り12万円の給料ではやって行けず、経済的に行き詰った」と別の理由を口にしている。監督時代の5年間は、2リーグ分裂に伴う主力選手の引き抜きで戦力の大幅ダウンに苦しみ、松木は個人資産をも投じてチームの再建に当たった。優勝こそ果たせなかったが勝率が5割を下回るシーズンは無く、球団史「阪神タイガース 昭和のあゆみ」では「松木の手腕と情熱が高く評価されるゆえん」と評している。その後、タイガースで連続5年間にわたって在任した監督は1990年就任の中村勝広まで存在せず、中村自身も6年目の前半で途中退団しており、6年間在任した監督は2023年現在でも存在しない。
チームの中心選手として長く活躍した吉田義男は、「オープン戦中盤頃からショートのレギュラーに定着させてもらった私は、1年目のシーズンを通じて128試合に出場し、38もの失策をしでかした。それでも私を使い続けてくれた松木監督のおかげで、1試合ごとに、1年ごとに、ステップアップ出来たのである。実戦での経験が何よりの宝になる。試合での痛い失敗を積み重ねながら選手は成長していくものだ」と述べている。

### 大映・東映時代
1955年には大映スターズ打撃コーチに就任し、1956年途中からは監督も務めた。1958年から1960年には東映フライヤーズ打撃コーチを務め、1959年に入団した張本勲は松木を師と仰いだ。打撃不振に陥った張本は松木を訪ねて指導を受けるが、張本の打撃がほとんど完成されていたことから余計な手は一切加えず、「球に逆らうな」とアドバイスを送り、張本が中距離打者に向いていたことを見抜いたうえで猛練習で打撃フォームを固めることだけに専念させ、監督の岩本義行には「不振でも試合に起用し続けるように」と伝えた。結果、張本は打率.275、13本塁打を放って球団初の新人王に輝いた。張本はこれについて「王選手にとっての荒川さんが、私にとっては松木さんだった」と語っている。東映フライヤーズ退団後はNHK解説者（1961年 - 1968年）を務め、1969年から1970年途中までは東映フライヤーズに復帰して監督を務めた。

### 晩年
東映フライヤーズ監督を辞任後はTBSの野球解説者を担当し、1978年には野球殿堂入りを果たした。
1973年に最初に刊行した自著「タイガースの生い立ち」は、情報の乏しい1リーグ時代における貴重な資料となり、阪神タイガースの歴史に関する書籍の大半が松木の著書を参考にしたものである。同じ元阪神の選手でマネージャー時代に松木本人とも接していた奥井成一が、松木が亡くなった1986年以後の部分を書き足し、1992年に松木の部分と合わせて「大阪タイガース球団史 1992年度版」（ISBN 4-583-03029-0）としてベースボール・マガジン社から発行されている。
1977年と1978年には阪神タイガースのスカウト部長だった青木一三の招聘で、クラウンライターライオンズの島原春季キャンプの臨時コーチを務め、高齢ながら土井正博に「両手の力を平均して使うように」と忠告したほか、外国人選手にも積極的に指導を行って好評を得た。また、立花義家を「張本二世」と松木が評したことで監督の根本陸夫が開幕戦において立花を3番に抜擢すると、同年には「2番・右翼手」のレギュラーに定着した。
阪神は1985年に21年ぶりのリーグ優勝と悲願の日本一を達成する。リーグ優勝時の新聞には「今度の優勝は豪快な打力で勝ち取ったところがいい。長年の歯がゆい思いも吹き飛んでスカッとした。」というコメントを寄せた。同年オフに行われた球団主催の日本一記念パーティーでは歴代監督の一人として招待されたが、これが松木にとって最後の公での姿となり、1986年2月21日に死去した。77歳没。

## 人物・エピソード
- 選手時代はロイド眼鏡をかけてプレーしており、眼鏡自体は現役引退後も松木のトレードマークとなっていた。タイガース創立時からの同僚だった御園生崇男もロイド眼鏡をかけてプレーしており、2002年発行のムック本「猛虎大鑑」（発行元：ベースボール・マガジン社、書籍コード：ISBN 4583611862）では、御園生を紹介する記事に松木の写真（上記基礎情報参照）が間違えて掲載されたことがある。
- 大和球士著の「プロ野球三国志」によると、松木は柔道の有段者（二段）だったという。また、前述の「猛虎大鑑」ではヤクザとの喧嘩の末、相手のヤクザをマンホールに叩き込んだという逸話が掲載されている。
- 松木の長女は、シンガーソングライターやスタジオミュージシャンとして幅広く活躍している濱田“Peco”美和子（デビュー時の芸名は松木美和子）で、TBSラジオのナイターオフ番組で共演したこともある。濱田は浜崎あゆみのコーラスも務めたほか、最近ではフジテレビ系ドラマ『マルモのおきて』の挿入曲『マル・マル・モリ・モリ!』の振り付けを担当した。

## 詳細情報

### 年度別打撃成績
| 年 度     | 球 団     | 試 合 | 打 席 | 打 数 | 得 点 | 安 打 | 二 塁 打 | 三 塁 打 | 本 塁 打 | 塁 打 | 打 点 | 盗 塁 | 盗 塁 死 | 犠 打 | 犠 飛 | 四 球 | 敬 遠 | 死 球 | 三 振 | 併 殺 打 | 打 率 | 出 塁 率 | 長 打 率 | O P S |
| --------- | --------- | ----- | ----- | ----- | ----- | ----- | -------- | -------- | -------- | ----- | ----- | ----- | -------- | ----- | ----- | ----- | ----- | ----- | ----- | -------- | ----- | -------- | -------- | ----- |
| 1936春夏  | 大阪 阪神 | 15    | 75    | 67    | 14    | 17    | 5        | 1        | 0        | 24    | 12    | 7     | --       | 2     | --    | 6     | --    | 0     | 9     | --       | .254  | .315     | .358     | .673  |
| 1936秋    | 大阪 阪神 | 26    | 102   | 80    | 14    | 16    | 3        | 1        | 1        | 24    | 14    | 10    | --       | 1     | --    | 20    | --    | 1     | 12    | --       | .200  | .366     | .300     | .666  |
| 1937春    | 大阪 阪神 | 56    | 259   | 207   | 48    | 70    | 10       | 5        | 4        | 102   | 28    | 24    | --       | 2     | --    | 48    | --    | 2     | 16    | --       | .338  | .467     | .493     | .960  |
| 1937秋    | 大阪 阪神 | 44    | 223   | 192   | 37    | 48    | 7        | 6        | 3        | 76    | 34    | 7     | --       | 3     | --    | 27    | --    | 1     | 21    | --       | .250  | .345     | .396     | .741  |
| 1938春    | 大阪 阪神 | 34    | 149   | 130   | 17    | 34    | 4        | 3        | 3        | 53    | 27    | 2     | --       | 0     | --    | 18    | --    | 1     | 7     | --       | .262  | .356     | .408     | .763  |
| 1938秋    | 大阪 阪神 | 37    | 167   | 135   | 35    | 37    | 4        | 1        | 4        | 55    | 22    | 5     | --       | 1     | --    | 30    | --    | 1     | 7     | --       | .274  | .410     | .407     | .817  |
| 1939      | 大阪 阪神 | 93    | 426   | 357   | 63    | 102   | 15       | 8        | 1        | 136   | 41    | 23    | --       | 1     | 2     | 63    | --    | 1     | 26    | --       | .286  | .394     | .381     | .775  |
| 1940      | 大阪 阪神 | 98    | 386   | 330   | 44    | 78    | 5        | 7        | 2        | 103   | 32    | 14    | --       | 1     | 5     | 50    | --    | 0     | 16    | --       | .236  | .337     | .312     | .649  |
| 1941      | 大阪 阪神 | 65    | 221   | 196   | 15    | 43    | 11       | 1        | 0        | 56    | 13    | 2     | --       | 1     | --    | 24    | --    | 0     | 13    | --       | .219  | .305     | .286     | .590  |
| 1950      | 大阪 阪神 | 10    | 13    | 11    | 0     | 3     | 0        | 0        | 0        | 3     | 1     | 0     | 0        | 0     | --    | 2     | --    | 0     | 0     | 2        | .273  | .385     | .273     | .657  |
| 1951      | 大阪 阪神 | 1     | 1     | 1     | 0     | 0     | 0        | 0        | 0        | 0     | 0     | 0     | 0        | 0     | --    | 0     | --    | 0     | 1     | 0        | .000  | .000     | .000     | .000  |
| 通算：8年 | 通算：8年 | 479   | 2022  | 1706  | 287   | 448   | 64       | 33       | 18       | 632   | 224   | 94    | 0        | 12    | 7     | 288   | --    | 7     | 128   | 2        | .263  | .371     | .370     | .742  |

- 各年度の太字はリーグ最高
- 大阪（大阪タイガース）は、1940年途中に阪神（阪神軍）に球団名を変更

### 通算監督成績
- 1255試合　628勝　602敗　25分　勝率.511

### タイトル
- 首位打者：1回 （1937年春）
- 本塁打王：1回 （1937年春）
- 最多安打（当時連盟表彰なし）：1回 （1937年春） ※1994年より表彰

### 表彰
- 野球殿堂競技者表彰（1978年）

### 背番号
- 9 （1936年 - 1939年、1950年）
- 30 （1940年 - 1941年、1951年 - 1954年、1969年 - 1970年）
- 50 （1955年 - 1960年）

## 関連情報

### 出演番組
NHK解説者時代（1961年 - 1968年）
- NHKプロ野球

TBS解説者時代（1971年 - 1985年）
- エキサイトナイター…TBSラジオ
- 侍プロ野球…TBSテレビで放送されるプロ野球中継の現行タイトル。